# Avenida Córdoba 120
Avenida Córdoba 120 es un rascacielos actualmente en construcción en la ciudad argentina de Buenos Aires. Su construcción comenzó en octubre de 2020 y estaba prevista su finalización para 2023. A diciembre de 2024 continua en construcción.

## Diseño y construcción
El rascacielos fue diseñado por el estudio de arquitectura Foster and Partners. De forma triangular, la nueva torre de oficinas está orientada hacia el centro de la ciudad y el Río de la Plata. Ubicado en el cruce entre la Avenida Córdoba y la Avenida Alem, dos de las vías más grandes de la ciudad, contará con un núcleo elevado a lo largo de la fachada sur para obtener plantas grandes y flexibles. El setenta por ciento de la planta será espacio público abierto y un jardín que continúa debajo del edificio.
Con hasta veinte variaciones de planta, la torre de oficinas está diseñada con cuatro losas de piso básicas. El proyecto se realizará con madera, hormigón visto y materiales de acero inoxidable pulido, así como una fachada de acero inoxidable plegada. Esta envolvente exterior del edificio está diseñada en torno a un principio de "marco" que encierra las vistas a la ciudad mientras reduce la ganancia de calor. Será un edificio que apunta a una calificación LEED Gold.